# 夹心板

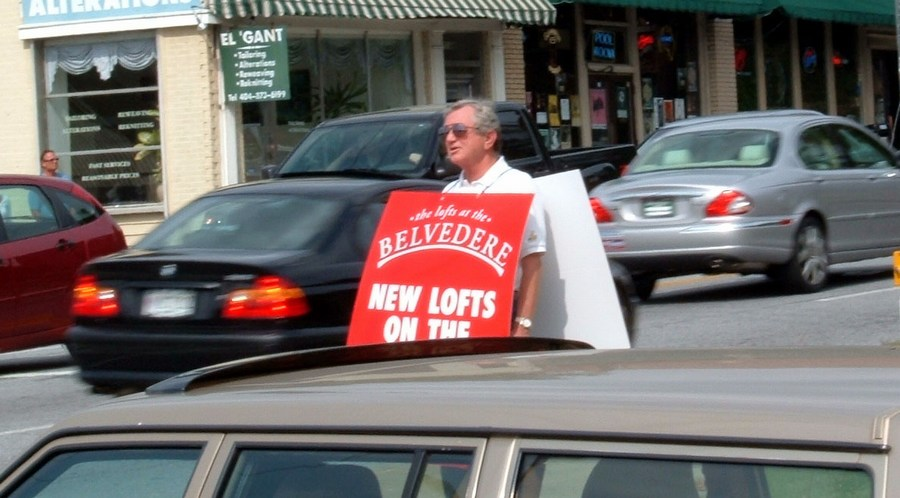
站在夹心板中的一位男子

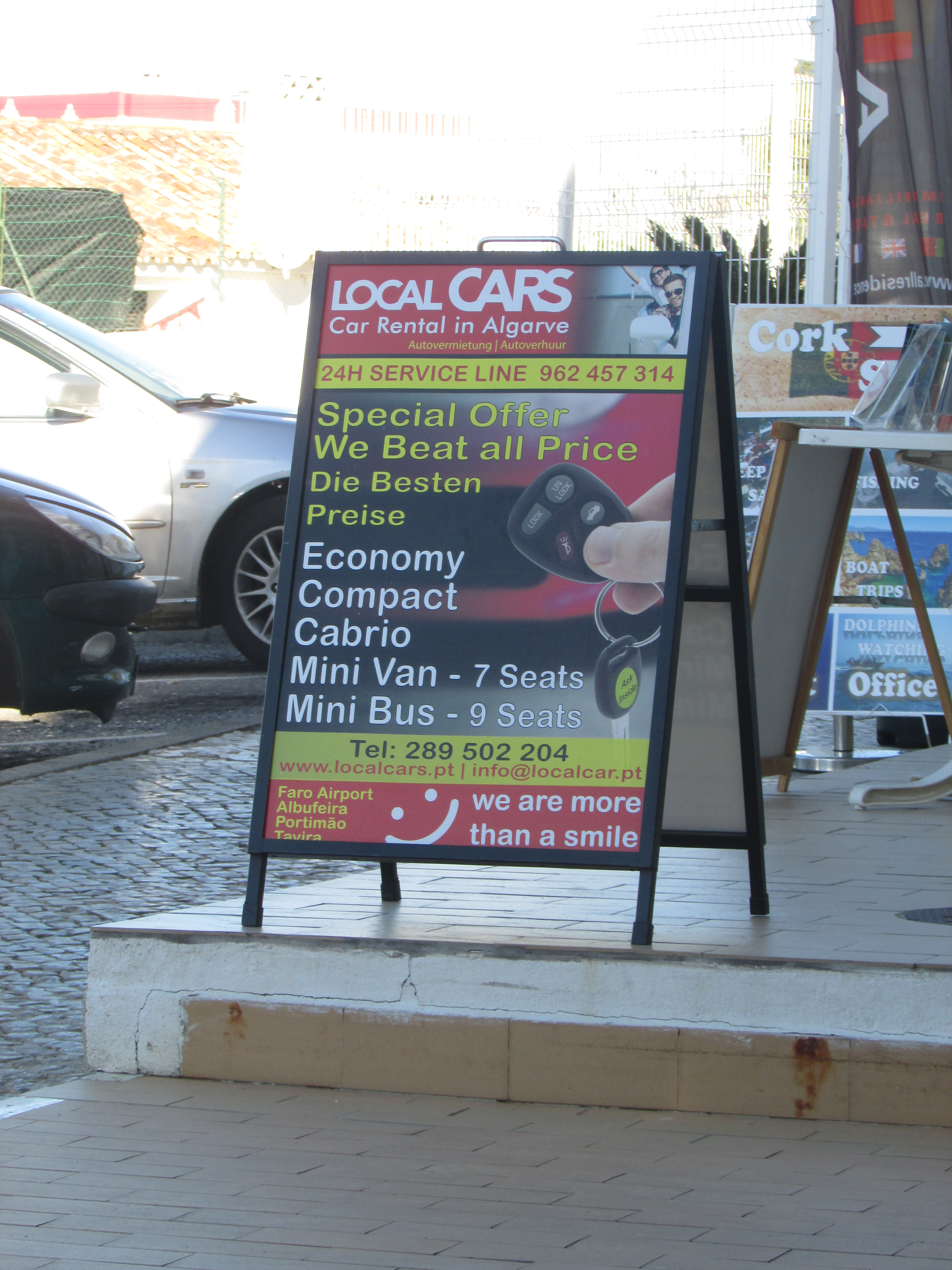
设置在商店旁边的夹心板

夹心板是一种由两块板拼成的組合板，而且每塊板上面都印上了廣告，其實夹心板也是一種用來展示廣告的工具。夹心板在19世纪比較流行，後來被看板所取代。